# Guinea en los Juegos Olímpicos de Pekín 2008
Guinea estuvo representada en los Juegos Olímpicos de Pekín 2008 por cinco deportistas, dos hombres y tres mujeres, que compitieron en tres deportes.
El portador de la bandera en la ceremonia de apertura fue el atleta Nabie Foday Fofanah. El equipo olímpico guineano no obtuvo ninguna medalla en estos Juegos.